# László Szőgyény-Marich

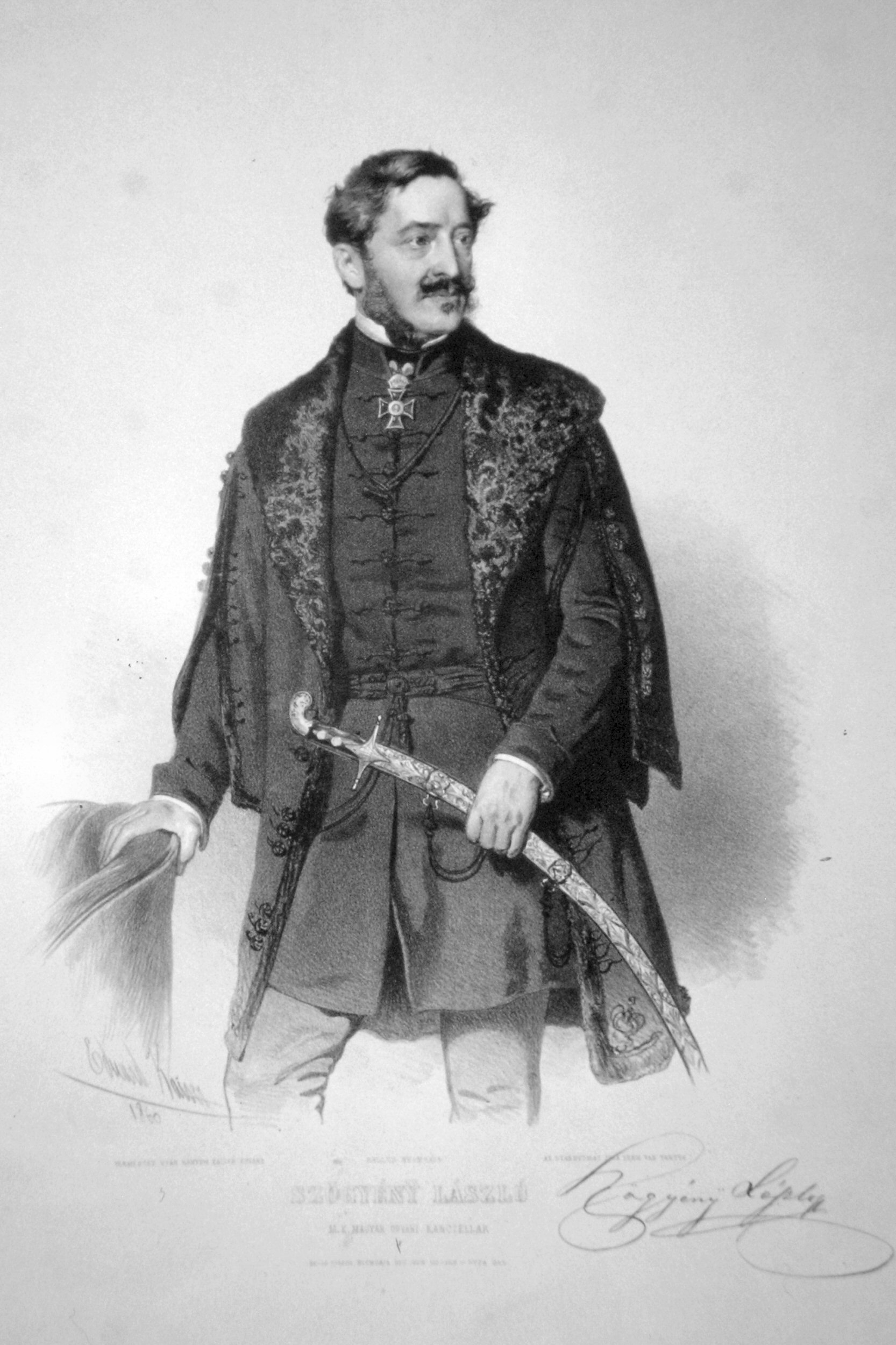
László Szőgyény-Marich

László (Ladislaus) Graf Szőgyény-Marich von Magyarszőgyén und Szolgaegyháza (* 2. Januar 1806 in Pest; † 19. November 1893 in Székesfehérvár) war ein ungarischer Politiker, Hofbeamter, Landesrichter und Präsident des Magnatenhauses.

## Leben
Szögyény-Marich wurde 1806 in Pest (heute Teil von Budapest) als Sohn von Zsigmond (Sigismund) Szőgyény von Magyarszőgyén und Júlia Pászthory von Felsőpászthori geboren. Nach Besuch des Wiener Theresianums und des Studiums der Philosophie und der Rechtswissenschaft wurde Szögyény-Marich 1826 Notar im Komitat Pest-Pilis-Solt-Kiskun. 1841 wurde er Sekretär und 1846 Zweiter Hofvizekanzler der Ungarischen Hofkanzlei in Wien. Seine durch sein Amt bedingte Aufgabe war es 1848, die durch die liberale Mehrheit im Reichstag beschlossenen Aprilgesetze auf die Sanktionierung durch den Monarchen vorzubereiten. 
Nachdem Alfred I. zu Windisch-Graetz während der Ungarischen Revolution 1848/1849 im Januar 1849 Buda und Pest besetzt hatte, organisierte Szögyény-Marich die provisorische Zentralzivilverwaltung. Nach Niederschlagung der Revolution unterzeichnete er 1850 eine Denkschrift der ungarischen Konservativen gegen die Zerstückelung und Eingliederung Ungarns in einen Gesamtstaat.
1860 wurde er von Kaiser Franz Joseph I. mit der Ausarbeitung einer neuen Verfassung für Ungarn beauftragt, und wurde nach dem Oktoberdiplom im selben Jahr zweiter ungarischer Hofkanzler. Bereits im Folgejahr legte er sein Amt wegen eines Zerwürfnisses mit Ministerpräsident Anton von Schmerling nieder und wurde 1865 zum Obergespan des Komitats Weißenburg und der Stadt Székesfehérvár ernannt. 
Als Parlamentarier beteiligte er sich 1866 und 1868 an den Verhandlungen zum Ungarisch-Kroatischen Ausgleich und war bei den Neuverhandlungen 1875 und 1877 Leiter der ungarischen Delegation. Ab 1875 war er Vizepräsident und ab 1883 für anderthalb Jahre Präsident des Magnatenhauses. Von 1873 bis 1884 war Szögyény-Marich königlicher Oberkämmerer, danach bis 1888 Tarnackmeister und hiernach bis zu seinem Tode Landesrichter Ungarns.